# Proclorperazina
La proclorperazina o (metil-piperazinil)-propil-N-clorofenotiazina) è un farmaco appartenente alla classe delle fenotiazine con un'attività simile a quella della clorpromazina; ma è dotato di maggiore azione antiemetica, e minore attività sedativa, mentre gli effetti collaterali, di tipo extrapiramidale, sono più  comuni.
Possiede una spiccata attività antivertiginosa o (anticinetosi); mentre l'attività antipsicotica non viene sfruttata.
Il farmaco è in commercio nel mondo con diversi nomi commerciali:
Buccastem; Compazine; Compro; Dhaperazine; Emidoxyn; Proziere; Stemetil; Stemzine; Vertigon.

## Farmacocinetica
Rapidamente assorbita nel tratto intestinale dopo somministrazione orale.
Il metabolismo è epatico, viene sottoposto a ad un primo metabolismo epatico ad opera del citocromo CYP2D6 e / o del CYP3A4.

## Farmacodinamica
La DL50 nel topo è di 1000 – 1500 mg/kg, in assunzione cronica non si manifestano nell'animale danni ai parenchimi epatici a dosi 30-60 volte quelle terapeutiche.
Le fenotiazine potenziano gli effetti delle sostanze che deprimono il SNC come: anestetici, narcotici, sedativi, ecc; essi, tuttavia, non svolgono azione antiepilettica e possono abbassare la soglia convulsiva.
Pertanto in soggetti epilettici può rendersi necessario un aggiustamento della terapia specifica. In associazione con farmaci che allungano il tratto QT, possono aumentare il rischio di aritmie.
Va usata cautela in associazione con alcool, con gli anticolinergici, e con farmaci che alterano gli elettroliti.

## Usi clinici
Le indicazioni approvate secondo il riassunto delle caratteristiche del prodotto sono il trattamento e la prevenzione del vomito e della nausea.
Esiste un'importante linea guida che chiarisce il ruolo della procloropromazina nel paziente oncologico, questa conclude dicendo che: la prometazina orale può essere usata anche come agente di seconda linea, nella dispnea del paziente oncologico quando gli oppiacei sistemici non possono essere utilizzati o in aggiunta a oppiacei sistemici; la prometazina non deve, però, essere usata per via parenterale.

### Off-label
Gli usi routinari off label sono:
- emicrania[6][7][8][9][10]
- Nausea e vomito post-operatori (PONV)[11][12][13][14]

Raramente viene usato nelle psicosi

 per gli effetti collaterali di tipo extrapiramidali: discinesie buccali, convulsioni e per la sindrome neurolettica maligna, nonché per gli eventuali rischi sui nascituri.

### Gravidanza e allattamento
Controindicato nel primo trimestre e durante l'allattamento al seno.
Nel secondo e terzo trimestre di gravidanza va usato in caso di assoluta necessità e non per forme comuni di emesi gravidica.

### Controindicazioni ed effetti collaterali
La sedazione e la sonnolenza sono gli effetti collaterali più frequenti, questi tendono a ridursi con il proseguimento della terapia. Può esserci: secchezza delle fauci, turbe della vista, stipsi, costipazione e anche ileo paralitico, convulsioni e iperpiressia. Si segnala l'iperpiressia che richiede l'immediata sospensione della terapia. Le reazioni extrapiramidali sono: discinesia, acatisia, sindromi pseudoparkinson e le discinesie persistenti tardive.
Ipersensibilità alla fenotiazine, da non usare in caso di sedazione centrale da abuso di: alcool, benzodiazepine, barbiturici, narcotici, ecc..
Non va usato mai sotto i 2 anni.
Sedazione e sonnolenza, irrequietezza, insonnia, euforia, agitazione psicomotoria e depressione dell'umore sono gli effetti collaterali più comuni specie all'inizio della terapia. Per attività anticolinergica delle fenotiazine si ha: secchezza delle fauci, turbe della vista, stipsi, costipazione e anche ileo paralitico, ritenzione urinaria ed altri segni di ridotta attività parasimpatica. Sono, inoltre, possibili: convulsioni e iperpiressia in questo caso la terapia va interrotta immediatamente.
Le reazioni extrapiramidali possibili sono: discinesia, acatisia, sindromi pseudoparkinson e le discinesie persistenti tardive.
Raramente si hanno: leucopenia, agranulocitosi, trombocitopenia, porpora e anemia emolitica.Inoltre sono possibili: ittero colestatico, edema laringeo, laringo e broncospasmo, reazioni di tipo anafilattico; in tali casi la terapia deve essere immediatamente sospesa.
Sono possibili reazioni di ipersensibilità come: eritema, orticaria, eczemi, dermatiti esfoliative, reazioni tipo LES, galattorrea e turbe mestruali nella donna, ginecomastia e deficit della libido nell'uomo, iperglicemia e glicosuria, edemi periferici, ecc,  e molto raramente, casi di allungamento dell'intervallo QT.
Proclorperazina può causare sedazione meno e meno effetti antimuscarinici, ma gli effetti extrapiramidali possono essere più frequenti di clorpromazina.
Gravi reazioni distoniche ci possono essere con l'utilizzo di proclorperazina, soprattutto nei bambini e negli adolescenti. Dovrebbe, inoltre, l'uso parenterale nei bambini essere evitato; si segnalano, anche, casi di irritazione locale dopo l'uso orale di compresse di proclorperazina maleato.